# 小田幸平
小田 幸平（おだ こうへい、1977年3月15日 - ）は、兵庫県高砂市出身の元プロ野球選手（捕手）、コーチ、YouTuber。

## 来歴

### プロ入り前
兵庫・市川高校では甲子園に出場することはなく、卒業後は社会人野球の三菱重工神戸へ進み、3年連続で都市対抗野球出場、3年目の秋には日本選手権で優勝に貢献して優秀選手を受賞。
1997年のドラフト会議で読売ジャイアンツから4位指名を受けて、入団。

### 巨人時代
守備は即戦力級であり、ルーキーイヤーの1998年から毎年一軍での出場機会を得る。桑田真澄もルーキーの小田を『キャッチングがうまいね』と評価したという。しかし打撃に難があり、3番手以降の捕手という評価に止まり、一軍で定着出来ないシーズンがしばらく続く。
1999年は開幕一軍だったが、開幕直後の対横浜ベイスターズ戦で村田真一の負傷退場に伴い守備に就いたものの、先発バルビーノ・ガルベスが最大9点あった点差をひっくり返されて逆転負けした責任を取らされ即二軍落ちとなり、10月まで昇格できなかった。
2004年は、プロ7年目で初本塁打を放った。課題であった打撃に成長が見られたこの年以降、出場機会が増えていく。
2005年には、正捕手の阿部慎之助、2番手であった村田善則に次ぐ巨人の3番手捕手として出場することが多かった。結果、巨人在籍時で最多となる31試合に出場した。

### 中日時代
2005年12月13日、FAで巨人に移籍した野口茂樹の人的補償として、中日ドラゴンズに移籍する。
2006年は、移籍して間もなく正捕手である谷繁元信がWBCへの出場で戦列を離れたため、オープン戦ではほぼスタメンで出場。シーズン開幕後も、主に移動後での1戦目や交流戦、山本昌先発時などにスタメン起用される。11月、1300万円増の3600万円で契約更改する。
2007年は、背番号が40から26へと変更される。山本昌の不調もあり出場機会が減り、オフに視力矯正のためにレーシック手術を受け、視力が回復したことにより以後は眼鏡なしでのプレーとなる。
2008年は、背番号26を大学・社会人ドラフト1巡目で名城大学から入団した山内壮馬が付けることになり、背番号が28に変更された。シーズン当初は控えで、5月に谷繁が故障離脱すると先発も増え、移籍後最多となる41試合に出場し、オフの契約更改では増額を得た。しかし、秋季キャンプでは両足痛で途中離脱。背番号28をドラフト5巡目で明治大学から入団した岩田慎司が付けることになり、52に変更され、中日に移籍してから4年連続で背番号を変更することとなった。
2009年は、シーズン開始直後に谷繁元信が怪我で離脱し、先発マスクの機会を得るが、4月18日の試合で逆転負けを喫した際に、落合監督からリードの悪さを指摘され、その翌日以降、前年に日本ハムから自由契約で移籍してきた小山桂司に先発マスクを譲る。谷繁が復帰するまでは主に岩瀬仁紀が登板する際に出場するなど終盤の守備固めでの出場が多かったが、谷繁の一軍復帰と同時に二軍落ちする。打率が.050を切るなど、終盤の守備交代時の起用が多くなった。
2010年は、新人の松井雅人が第3捕手として開幕一軍となり、開幕は二軍、6月18日に谷繁の怪我もあって一軍昇格。以降は先発レギュラーとなり、谷繁の復帰後は併用されるようになった。7月16日から20日にかけてのチームの5試合連続完封に貢献。5試合のうち2試合で先発出場し、16日は2年ぶりのマルチヒット、19日は決勝の3点適時二塁打を放つなど、打率.274、自己最多の安打数の成績を残す。10月23日のCSファイナルステージ第4戦の4回に先制2点適時二塁打。8月20日の対ヤクルト(ナゴヤドーム)戦でリーグ最多タイの5与死球。お立ち台での「やりましたー！」という決め台詞が流行し、急遽球団がタオル等のグッズを作った。
2011年は、キャンプで足首を痛め、後に一時実戦復帰するも体調不良で再び離脱、開幕は二軍。5月には大阪市内のチーム宿舎で、意識不明に陥いるほど体調が悪化した。しかし、6月29日に一軍昇格すると、7月5日の対阪神戦ではプロ入り初となるサヨナラ安打を放った。この年に加入した投手であるエンジェルベルト・ソトが先発する際には、小田がスタメンマスクを被り、球団初の連覇に貢献。オフに国内移籍が可能なFA権を初めて取得したが、FAの権利を行使せずに残留を決めた。会見では「ものすごく悩みました。自分を必要としているところでやりたかった。」と語った。
2012年は、福田永将や田中大輔等の若手捕手の台頭もあって出場機会を減らした。更にこの年には仲の良かった英智が引退、小田は引退セレモニーで涙した。
2013年は、8月28日のヤクルト戦（明治神宮野球場）でマット・クラーク、高橋周平に続いて3者連続となるホームランを打ち、2004年以来9年ぶりの本塁打を記録。
2014年は17試合の出場に終わり、10月1日に球団から戦力外通告を受ける。12月2日、自由契約公示された。他球団での現役続行を目指していたが、2015年1月25日、現役引退を表明。

### 引退後
フリーの野球評論家として活動するほか、名古屋で幼稚園・小学生の児童向けに野球教室を主催する。また、2015年3月30日からCBCラジオ『丹野みどりのよりどりっ!』に月曜パーソナリティとして出演する。
2019年2月25日、四国アイランドリーグplus・愛媛マンダリンパイレーツの野手コーチに就任することが発表された。
同年11月25日、YouTubeチャンネル『はげch.〜小田幸平公式チャンネル〜』を開設し、同チャンネルでYouTuber活動を開始することとなった。チャンネルでは現役時代の裏話や人間関係論、スポーツ選手のセカンドキャリアなど様々なテーマを小田独自の目線で語る。
12月14日、フジテレビ系列で放送された、『ザ・細かすぎて伝わらないモノマネ』に本人役で出演。
12月19日、2020年シーズンは愛媛のヘッドコーチに役職が変更となることが発表された。
2020年シーズン終了後の12月9日に、今シーズン限りでヘッドコーチを退任・退団することが発表された。
2021年より、古巣の三菱重工神戸の流れを汲む三菱重工West硬式野球部のヘッドコーチに就任する。
2022年より、中日の二軍バッテリーコーチに就任。
2024年より、一軍捕手コーチに配置転換された。
2025年より二軍バッテリーコーチを再び務める。

## 選手としての特徴
優れたキャッチング技術と強肩を生かした高い守備力を誇り、巧みなリードに定評のある捕手。また、ブロックに定評があり、野村克也から高く評価されている。一方で、打撃に課題があり、主に二番手捕手としてチームを支えた。
中日移籍後は山本昌との相性が良く、山本専属の捕手として出場することも多かった。
中日に移籍する際、監督である落合博満は翌年1月3日にテレビ愛知で放映された『落合VS板東大放談オレ竜2006』の収録にて、「正直言って小田が（プロテクトから）外れていると思わなかったよ」「大もうけと言っていいんじゃないのかな」と語った。FA人的補償の成功例として採り上げられている。なお、小田が中日に人的補償に選ばれた理由は、巨人時代に中日戦で荒木雅博と井端弘和の盗塁を阻止していたことが落合に評価されていたためである。

## 人物
愛称は「ODA（オーディーエー）」。
入団当初の目標は古田敦也であり、トレードマークである眼鏡を掛け続けたのも古田の影響である。
気さくで明るい性格であり、現役時代はムードメーカーとしてファンやチームメイトを沸かせていた。
2010年7月18日の対横浜戦で初めてお立ち台に上がり、「やりましたーっ!!」と絶叫して爆笑を呼び、チームやファンに定番となった。8月8日の対阪神戦でもお立ち台に上がり3連発で絶叫するが、落合監督は「4回やったら昔の野球ならぶつけられているぞ。（中略）クギを刺しておくよ。（死球を）やられないようにな。いらない敵はつくる必要ないだろう」とクギを刺した（もっとも、この小田を諫める発言の裏には「この程度でぶつけるような古臭い事するなよ」という他球団へのけん制の意味合いもある）。それでもこの言葉は流行し、グッズも発売された。2015年1月26日の引退会見でも報道陣の求めに応じ、笑顔で披露した。

## 詳細情報

### 年度別打撃成績
| 年 度      | 球 団      | 試 合 | 打 席 | 打 数 | 得 点 | 安 打 | 二 塁 打 | 三 塁 打 | 本 塁 打 | 塁 打 | 打 点 | 盗 塁 | 盗 塁 死 | 犠 打 | 犠 飛 | 四 球 | 敬 遠 | 死 球 | 三 振 | 併 殺 打 | 打 率 | 出 塁 率 | 長 打 率 | O P S |
| ---------- | ---------- | ----- | ----- | ----- | ----- | ----- | -------- | -------- | -------- | ----- | ----- | ----- | -------- | ----- | ----- | ----- | ----- | ----- | ----- | -------- | ----- | -------- | -------- | ----- |
| 1998       | 巨人       | 2     | 4     | 4     | 0     | 0     | 0        | 0        | 0        | 0     | 0     | 0     | 0        | 0     | 0     | 0     | 0     | 0     | 2     | 0        | .000  | .000     | .000     | .000  |
| 1999       | 巨人       | 5     | 12    | 12    | 0     | 2     | 0        | 0        | 0        | 2     | 2     | 0     | 0        | 0     | 0     | 0     | 0     | 0     | 2     | 0        | .167  | .167     | .167     | .333  |
| 2000       | 巨人       | 2     | 3     | 3     | 0     | 0     | 0        | 0        | 0        | 0     | 0     | 0     | 0        | 0     | 0     | 0     | 0     | 0     | 1     | 0        | .000  | .000     | .000     | .000  |
| 2001       | 巨人       | 4     | 0     | 0     | 0     | 0     | 0        | 0        | 0        | 0     | 0     | 0     | 0        | 0     | 0     | 0     | 0     | 0     | 0     | 0        | ----  | ----     | ----     | ----  |
| 2002       | 巨人       | 7     | 7     | 5     | 1     | 2     | 1        | 1        | 0        | 5     | 3     | 0     | 0        | 1     | 0     | 0     | 0     | 1     | 1     | 0        | .400  | .500     | 1.000    | 1.500 |
| 2003       | 巨人       | 11    | 14    | 13    | 2     | 1     | 0        | 0        | 0        | 1     | 0     | 0     | 0        | 1     | 0     | 0     | 0     | 0     | 4     | 0        | .077  | .077     | .077     | .154  |
| 2004       | 巨人       | 24    | 67    | 62    | 6     | 16    | 3        | 0        | 1        | 22    | 6     | 0     | 0        | 2     | 0     | 2     | 1     | 1     | 12    | 2        | .258  | .292     | .355     | .647  |
| 2005       | 巨人       | 31    | 66    | 62    | 4     | 13    | 2        | 0        | 0        | 15    | 5     | 0     | 1        | 3     | 0     | 0     | 0     | 1     | 17    | 1        | .210  | .222     | .242     | .464  |
| 2006       | 中日       | 33    | 42    | 38    | 1     | 6     | 3        | 0        | 0        | 9     | 2     | 0     | 0        | 3     | 0     | 1     | 0     | 0     | 13    | 2        | .158  | .179     | .237     | .416  |
| 2007       | 中日       | 27    | 42    | 36    | 1     | 7     | 1        | 0        | 0        | 8     | 1     | 0     | 0        | 3     | 1     | 1     | 1     | 1     | 8     | 0        | .194  | .231     | .222     | .453  |
| 2008       | 中日       | 41    | 71    | 64    | 2     | 12    | 1        | 0        | 0        | 13    | 4     | 0     | 0        | 2     | 1     | 4     | 2     | 0     | 12    | 2        | .188  | .232     | .203     | .435  |
| 2009       | 中日       | 24    | 27    | 24    | 0     | 1     | 0        | 0        | 0        | 1     | 1     | 0     | 0        | 1     | 1     | 1     | 0     | 0     | 6     | 1        | .042  | .077     | .042     | .119  |
| 2010       | 中日       | 37    | 95    | 84    | 5     | 23    | 8        | 0        | 0        | 31    | 11    | 0     | 0        | 2     | 2     | 6     | 4     | 1     | 14    | 1        | .274  | .323     | .369     | .692  |
| 2011       | 中日       | 40    | 69    | 61    | 0     | 10    | 0        | 0        | 0        | 10    | 4     | 0     | 0        | 3     | 0     | 5     | 1     | 0     | 15    | 1        | .164  | .227     | .164     | .391  |
| 2012       | 中日       | 35    | 54    | 48    | 2     | 13    | 2        | 0        | 0        | 15    | 4     | 0     | 0        | 4     | 0     | 2     | 1     | 0     | 12    | 0        | .271  | .300     | .313     | .613  |
| 2013       | 中日       | 31    | 40    | 37    | 2     | 5     | 0        | 0        | 1        | 8     | 2     | 0     | 0        | 0     | 0     | 3     | 1     | 0     | 7     | 0        | .135  | .200     | .216     | .416  |
| 2014       | 中日       | 17    | 17    | 16    | 1     | 1     | 0        | 0        | 0        | 1     | 0     | 0     | 0        | 1     | 0     | 0     | 0     | 0     | 6     | 2        | .063  | .063     | .063     | .125  |
| 通算：17年 | 通算：17年 | 371   | 630   | 569   | 27    | 112   | 21       | 1        | 2        | 141   | 45    | 0     | 1        | 26    | 5     | 25    | 11    | 5     | 132   | 12       | .197  | .235     | .248     | .485  |

### 年度別守備成績
| 年 度 | 捕手 | 捕手 | 捕手 | 捕手 | 捕手 | 捕手 | 捕手   | 捕手   | 捕手   | 捕手   | 捕手   |
| 年 度 | 試合 | 刺殺 | 補殺 | 失策 | 併殺 | 捕逸 | 守備率 | 企図数 | 許盗塁 | 盗塁刺 | 阻止率 |
| ----- | ---- | ---- | ---- | ---- | ---- | ---- | ------ | ------ | ------ | ------ | ------ |
| 1998  | 2    | 6    | 1    | 1    | 0    | 0    | .875   | 1      | 1      | 0      | .000   |
| 1999  | 5    | 30   | 3    | 0    | 1    | 2    | 1.000  | 6      | 5      | 1      | .167   |
| 2000  | 2    | 11   | 0    | 0    | 0    | 0    | 1.000  | 1      | 1      | 0      | .000   |
| 2001  | 4    | 2    | 1    | 0    | 0    | 0    | 1.000  | 2      | 1      | 1      | .500   |
| 2002  | 6    | 16   | 1    | 1    | 0    | 0    | .944   | 2      | 1      | 1      | .500   |
| 2003  | 11   | 34   | 6    | 0    | 2    | 1    | 1.000  | 4      | 2      | 2      | .500   |
| 2004  | 23   | 146  | 12   | 2    | 1    | 2    | .988   | 15     | 10     | 5      | .333   |
| 2005  | 27   | 116  | 8    | 3    | 1    | 0    | .976   | 7      | 4      | 3      | .429   |
| 2006  | 32   | 94   | 9    | 1    | 2    | 3    | .990   | 9      | 6      | 3      | .333   |
| 2007  | 26   | 107  | 7    | 1    | 0    | 0    | .991   | 10     | 6      | 4      | .400   |
| 2008  | 41   | 179  | 19   | 2    | 3    | 1    | .990   | 13     | 6      | 7      | .538   |
| 2009  | 24   | 70   | 5    | 0    | 0    | 1    | 1.000  | 7      | 5      | 2      | .286   |
| 2010  | 36   | 196  | 12   | 2    | 2    | 1    | .990   | 13     | 11     | 2      | .154   |
| 2011  | 40   | 169  | 17   | 2    | 2    | 0    | .989   | 17     | 15     | 2      | .118   |
| 2012  | 35   | 110  | 13   | 2    | 2    | 3    | .984   | 15     | 10     | 5      | .333   |
| 2013  | 29   | 100  | 4    | 1    | 0    | 2    | .990   | 6      | 6      | 0      | .000   |
| 2014  | 17   | 45   | 3    | 0    | 1    | 3    | 1.000  | 10     | 9      | 1      | .100   |
| 通算  | 360  | 1431 | 121  | 18   | 17   | 19   | .986   | 138    | 99     | 39     | .283   |

### 記録
初記録
- 初出場：1998年10月1日、対広島東洋カープ25回戦（広島市民球場）、6回裏に柳沢裕一に代わり捕手で出場
- 初打席：同上、7回表に佐々岡真司から三邪飛
- 初先発出場：1998年10月2日、対広島東洋カープ26回戦（広島市民球場）、8番・捕手で先発出場
- 初安打：1999年4月9日、対横浜ベイスターズ1回戦（横浜スタジアム）、5回表に福盛和男から中前安打
- 初打点：1999年10月10日、対横浜ベイスターズ27回戦（横浜スタジアム）、5回表に戸叶尚から中前同点2点適時打
- 初本塁打：2004年7月7日、対横浜ベイスターズ15回戦（東京ドーム）、5回裏にセドリック・バワーズから左越2ラン

### 背番号
- 46（1998年 - 2005年）
- 40（2006年）
- 26（2007年）
- 28（2008年）
- 52（2009年 - 2014年、2019年 - 2020年）
- 80（2022年 - ）

### 登場曲
- 「ロケットハナビ」TUBE（2009年 - 2010年、2012年）
- 「SOMEBODY'S NIGHT」矢沢永吉（2010年 - 2011年）
- 「マル・マル・モリ・モリ!」薫と友樹、たまにムック。（2011年）
- 「Marry You」Bruno Mars（2013年 - 2014年）

## 関連情報

### 出演番組
- 「丹野みどりのよりどりっ!」（CBCラジオ、2015年4月 - 2017年3月）

### 著書
- 『ODA52：15年以上、プロで生き残った2番手捕手の竜儀』洋泉社、2013年12月。ISBN 978-4800302700。
- 『心を軽くする超戦略的「人間関係」論』ベストセラーズ、2016年1月。ISBN 978-4584137017。

### 関連映像作品
- 『小田幸平 キャッチャーバイブル』